# نافجوت سينغ سيدهو
نافجوت سينغ سيدهو (بالإنجليزية: Navjot Singh Sidhu)؛ (20 أكتوبر 1963) هو سياسي وشخصية تلفزيونية ومعلق رياضي هندي ولاعب كريكيت دولي سابق، ولد في مدينة باتيالا بولاية البنجاب شمال غربي الهند، شغل منصب وزير السياحة والشؤون الثقافية في حكومة ولاية البنجاب.